# Organi liriformi
Gli organi liriformi negli aracnidi sono organi sensoriali atti a percepire qualsiasi tipo di pressione o deformazione effettuata da agenti esterni sull'esoscheletro di questi animali.
Sono situati soprattutto in prossimità delle articolazioni delle zampe con il cefalotorace e in quelle dei vari segmenti delle zampe stesse.

## Morfologia
Gli organi liriformi sono gruppi di organi di senso a fessura, ognuno dei quali è atto a percepire l'entità del carico che questa pressione esercita sull'articolazione o su una sua parte e, in gruppo, consentono di allertare il ragno al riguardo perché possa reagire a questo stimolo pressorio esterno.
La grandezza è proporzionale alle dimensioni del ragno, comunque generalmente questo gruppo di organi non supera i 200 micrometri di lunghezza e i 70 micrometri di larghezza.